# サメ事件
サメ事件（さめじけん、Shark episode・Mudshark incident）とは、レッド・ツェッペリンによる1969年のアメリカ・ツアー中に起きたハプニングを指す俗称。『レッド・スナッパー事件』とも称される。なお後述するように、実際の顛末にサメは登場しないが、通俗的には項目名のように呼ばれているため、本項でもこの表記を用いる。また、俗説に反し、レッド・ツェッペリンのメンバーが直接的に関与したハプニングではない。

## 経緯
1969年7月、デビュー約1年にして早くも3回目のアメリカ・ツアーを挙行していたレッド・ツェッペリン（以下『ゼップ』と表記）のメンバーたちは、その途上の同27日、シアトル・ポップ・フェスティバルというイベントに出演。終了後、シアトルの名門ホテルである『エッジウォーター・イン』というホテルに宿泊する。
「エッジウォーター」という名が示すとおり、そのホテルにはピュージェット湾に接している部屋があり、ゼップのメンバーが泊まる部屋もそうだった。それを知ったゼップのロード・マネージャー、リチャード・コールは、釣り道具を持ち出して、ホテルの窓から釣り糸を垂らして釣りに興じる。だが、その成果は一匹のレッド・スナッパーぐらいであった。とりあえず釣った魚を保管しておくことにし、その夜の釣りは終わった。
翌日の昼、ホテルの一室を借り切り、前日のフェスティバルで共演したヴァニラ・ファッジのメンバーも交え、パーティーが開催される。毎度のような乱痴気騒ぎの最中、パーティーに紛れ込んでいたグルーピーの女の一人が「縄で縛られるのが好き」であるとわかり、早速女を裸にして縄で縛り上げた。それだけでは飽き足らず、コールは前日に釣ったレッド・スナッパーを持ち出し、縛った女の陰部に挿入したのだった。女は叫び声をあげたが、特に嫌がった風はなかったという。だがじきにこの「遊び」にも飽きてしまい、やめてしまったという。

## その後の顛末
ゼップの逸話として頻繁に持ち出される「ツアー中の狼藉」を語る上で、必ず引き合いに出される一件であり、密室で起こった一件でもあるため、この経緯は後年「挿入したのはジョン・ボーナム」「女が死んだ」などと様々な尾ひれがついて語られるようになった。「サメ」もそういった現象のなかででっち上げられた事柄であるが、この一件がことさらにファンの間で「サメ事件」として語られるようになったのは、フランク・ザッパが『フィルモア・ライヴ '71』というアルバムの中でこの一件を持ち出し、『サメを挿入した』と歌ったことが大きいと思われる。
正確な顛末は、後年コールが著した『Stairway to Heaven』（未邦訳）という本によって初めて明らかにされた。ゼップのメンバー、ヴァニラ・ファッジのメンバーともに、この一件に対する詳しいコメントは残していない。